# Nevadaite
La nevadaite è un minerale.